# Esquí adaptat als Jocs Olímpics d'hivern de 1984
Als Jocs Olímpics d'Hivern de 1984 celebrats a la ciutat de Sarajevo (Iugoslàvia) es disputaren quatre proves d'esquí alpí adaptat per a minusvàlids (eslàlom gegant) en categoria masculina com a esport de demostració. Aquestes proves es realitzaren com a complement als Jocs Paralímpics d'hivern de 1984 realitzats a Innsbruck (Àustria).
Hi participaren un total de 29 esquiadors d'11 comitès nacionals diferents.

## Resum de medalles
| Prova                        | Or              | Argent              | Bronze             |
| Amputats d'una cama          | Alexander Spitz | Reiner Bergman      | David Jamison      |
| Amputats per sobre el genoll | Markus Ramsauer | Josef Meusburger    | Bill Latimer       |
| Amputats d'un braç           | Paul Keukomm    | Dietmar Schweninger | Rolf Heinzmann     |
| Amputats dels dos braços     | Lars Lundstroem | Felix Abele         | Cato Zahl Pedersen |

## Medaller
| Posició | País         | Or | Argent | Bronze | Total |
| 1       | Àustria      | 1  | 3      | 0      | 4     |
| 2       | RFA          | 1  | 1      | 0      | 2     |
| 3       | Suïssa       | 1  | 0      | 1      | 2     |
| 4       | Suècia       | 1  | 0      | 0      | 1     |
| 5       | Estats Units | 0  | 0      | 2      | 2     |
| 6       | Noruega      | 0  | 0      | 1      | 1     |
|         |              |    |        |        |       |
| Total   | Total        | 4  | 4      | 4      | 12    |